# Condado de Thurston (Washington)
O Condado de Thurston é um dos 39 condados do estado americano de Washington. A sede de condado é Olympia, e sua maior cidade é Olympia. O condado possui uma área de 2,004 km², uma população de 207,355 habitantes, e uma densidade populacional de 110 hab/km² (segundo o censo nacional de 2000).